# 世華國際大樓
24°09′00″N 120°39′54″E / 24.15000°N 120.66500°E
世華國際大樓（Shr-Hwa International Tower，亦稱台中國泰金融大樓）是座落於台灣臺中市西區英才路的摩天大樓，由美國KPF建築事務所與CJW聯合建築師事務所合作設計。樓高47層，176.65公尺，曾為臺中第一高樓，現為台灣前二十高、臺中市第二高的摩天大樓。頂樓設有停機坪，大樓本身以玻璃惟幕構弧型漸縮狀，兩旁夾銀色圓柱狀形成。

## 簡史
世華國際大樓原為台中在地企業經唐實業籌建之「經唐洲際飯店」，1998年因原營建公司財務困難而停工。後由霖園集團旗下企業國泰金控收購，於2001年復工，完成於2004年。
目前世華國際大樓主要由霖園管理維護中區分公司與國泰世華銀行五權分行進駐。
2006年11月，由嚴長壽領導的麗緻集團進駐，在24-45樓成立五星級國際觀光飯店台中亞緻大飯店。2020年3月，麗緻集團召開記者會，宣布因大環境經濟不景氣，且固定成本相關費用及沈重租金壓力，導致台中亞緻大飯店持續虧損，決定自2020年3月9日起停止營運 。

## 週邊環境
- 經國綠園道-市民廣場-美術綠園道
- 國立台灣美術館
- 國立自然科學博物館
- 勤美誠品綠園道
- SOGO廣三崇光百貨
- NOVA資訊廣場
- 全國大飯店
- 台中日華金典酒店
- 臺中市西區中正國民小學
- 臺中市立忠明高級中學
- 臺中市立臺中第二高級中等學校

## 圖片集

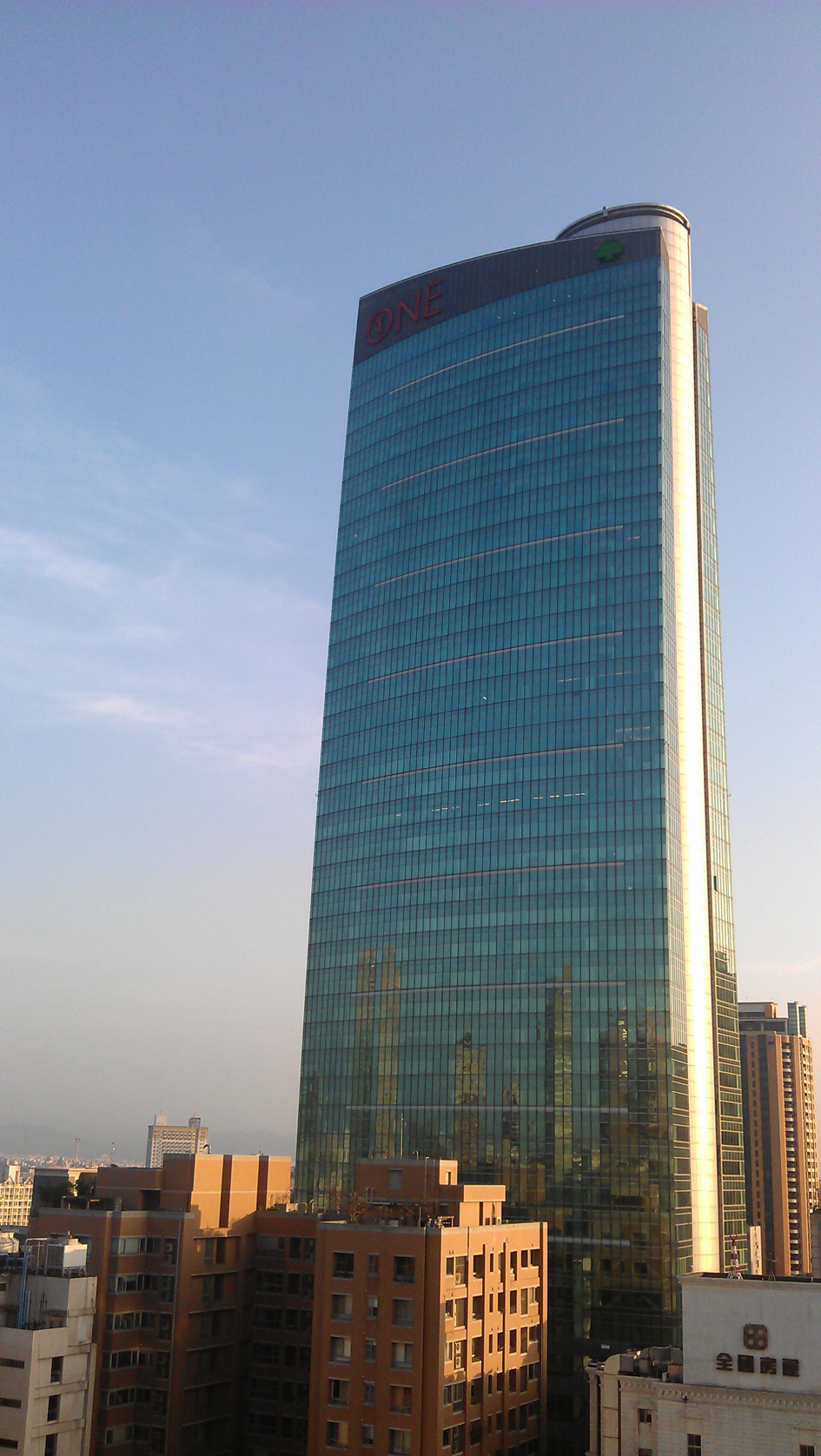
世華國際大樓黃昏時
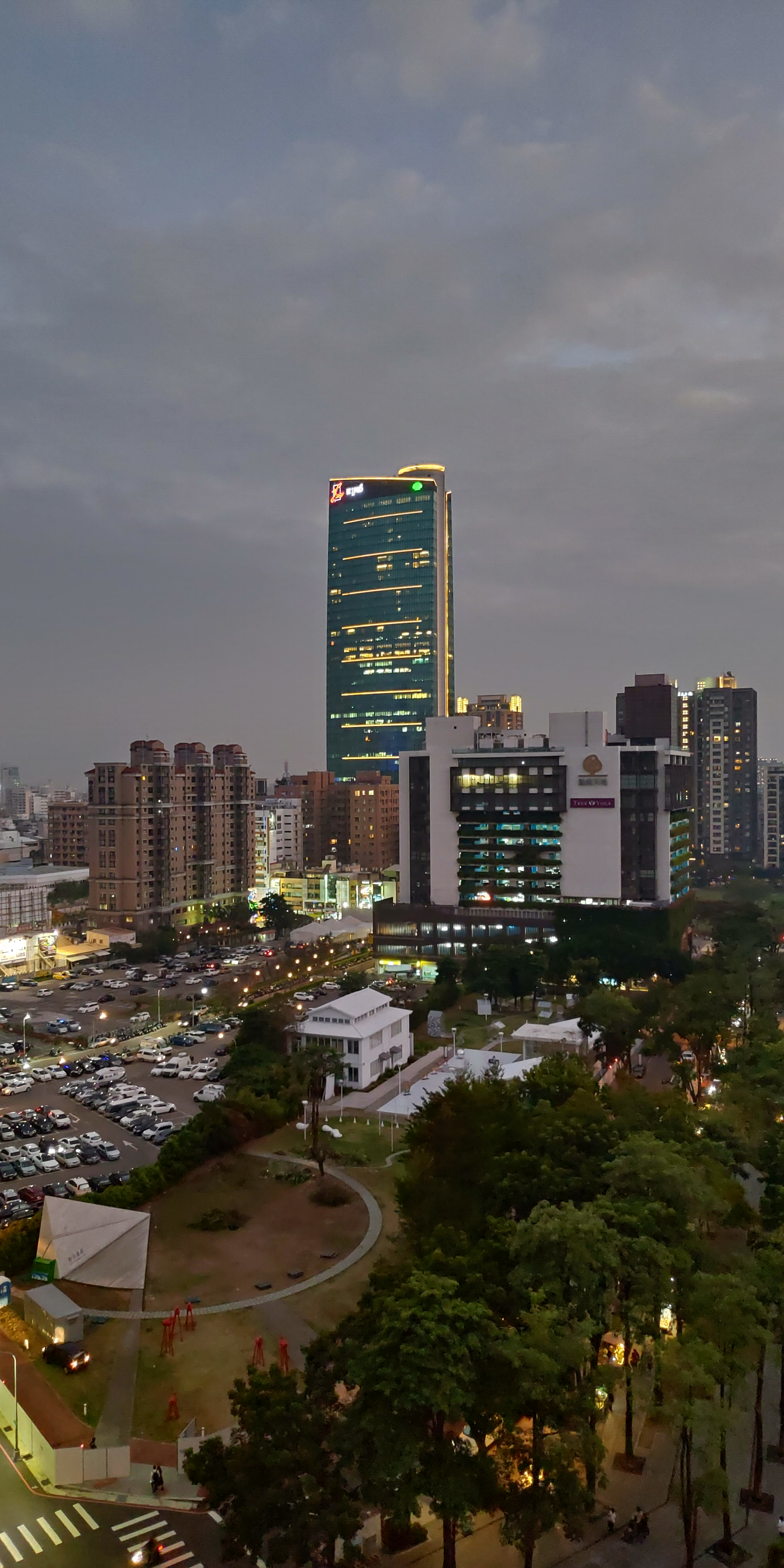
世華國際大樓陰天時
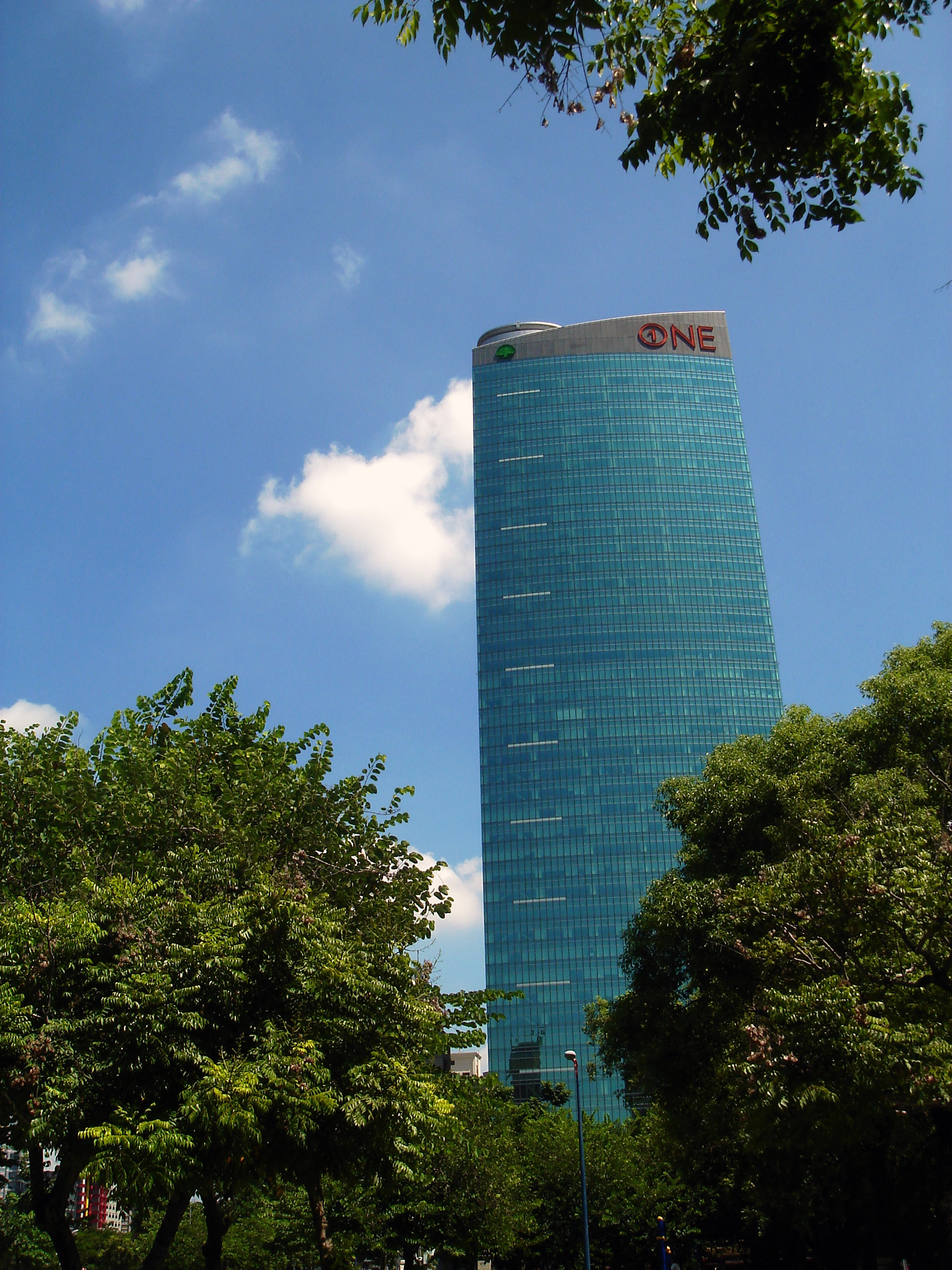
世華國際大樓
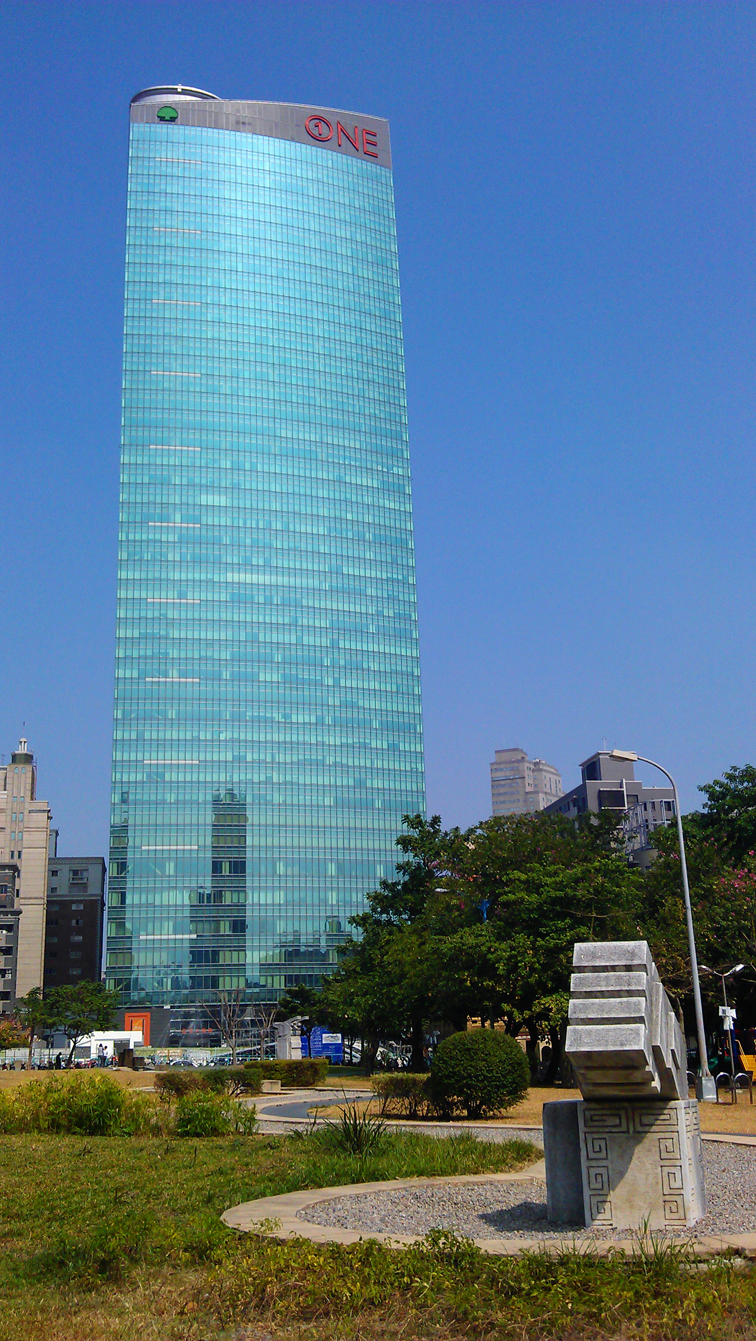
世華國際大樓與經國園道上的裝置藝術
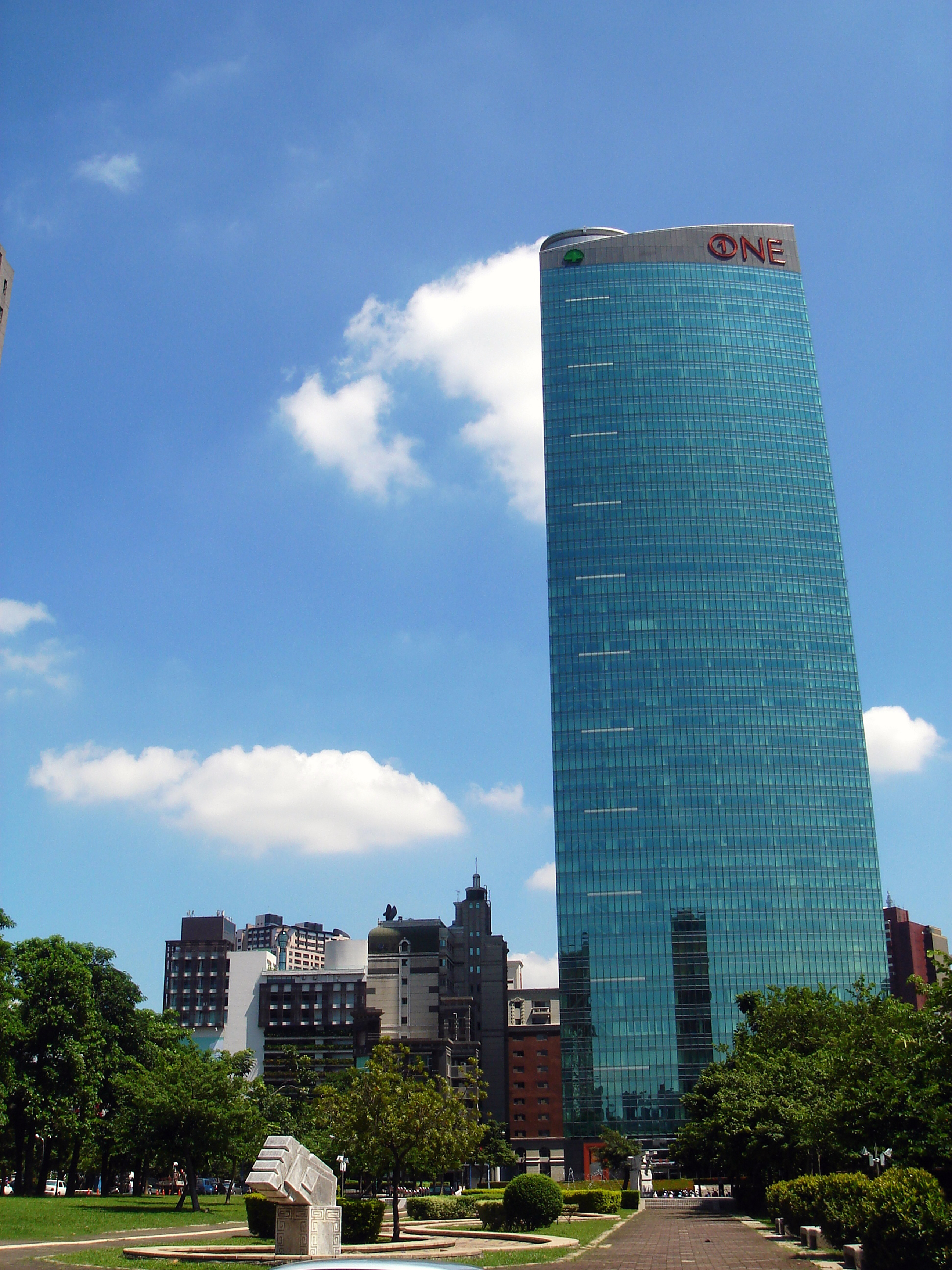
經國園道遠觀世華國際大樓與勤美誠品綠園道
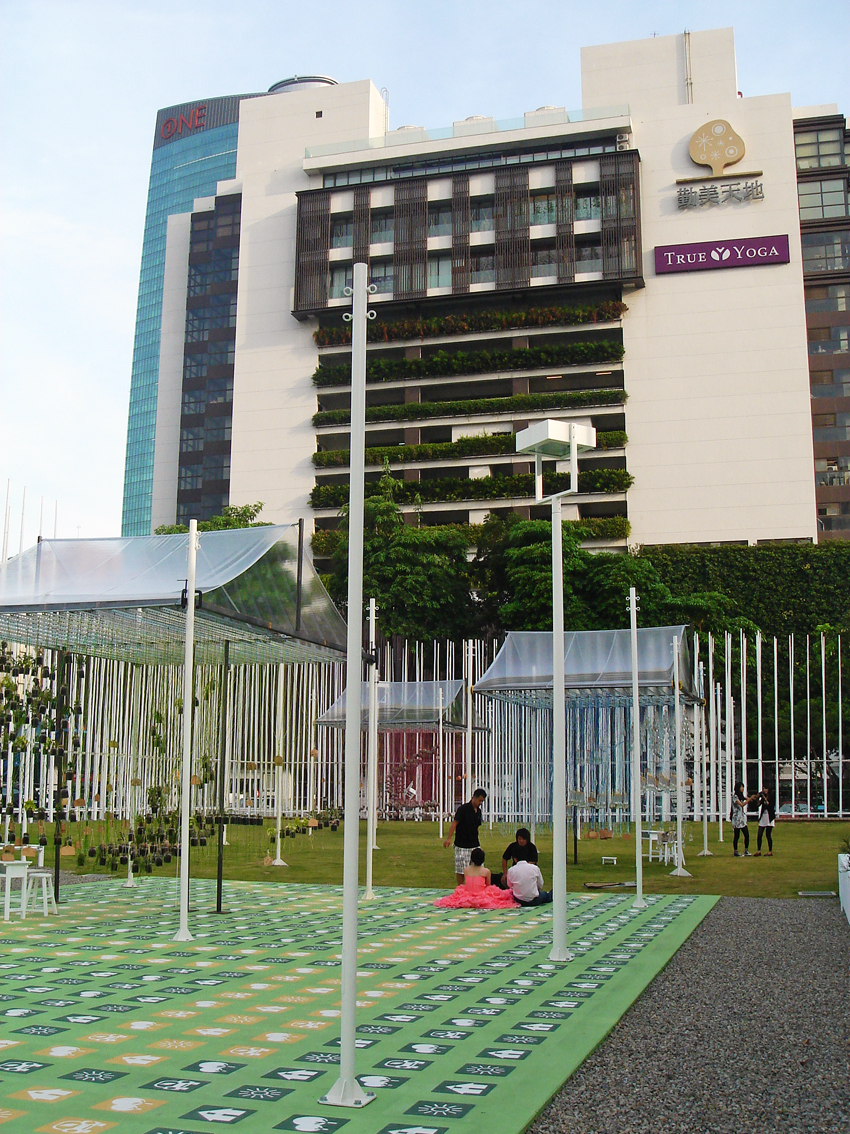
從勤美CMP BLOCK拍攝勤美綠園道與世華國際大樓
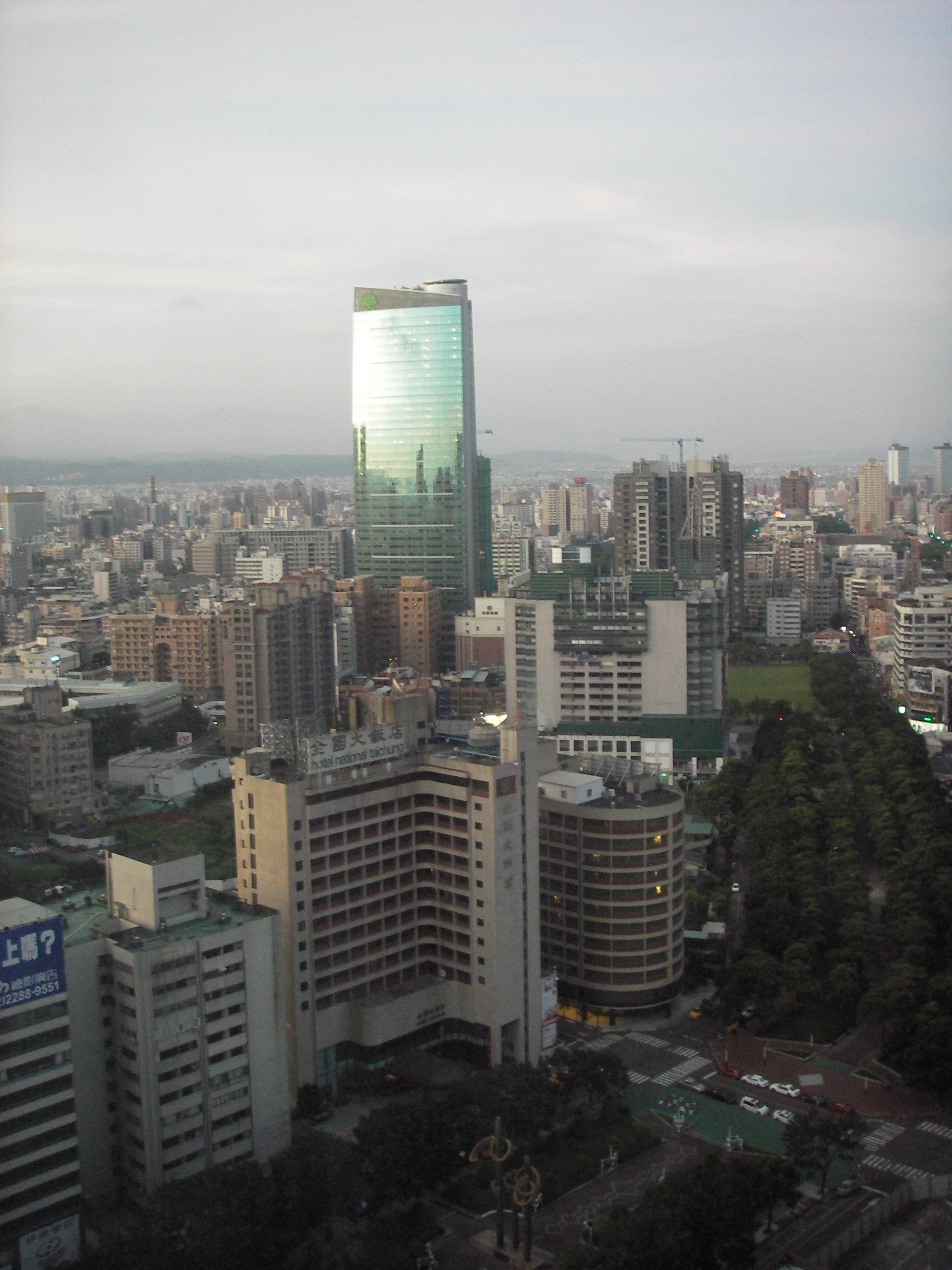
鳥瞰經國園道與世華國際大樓
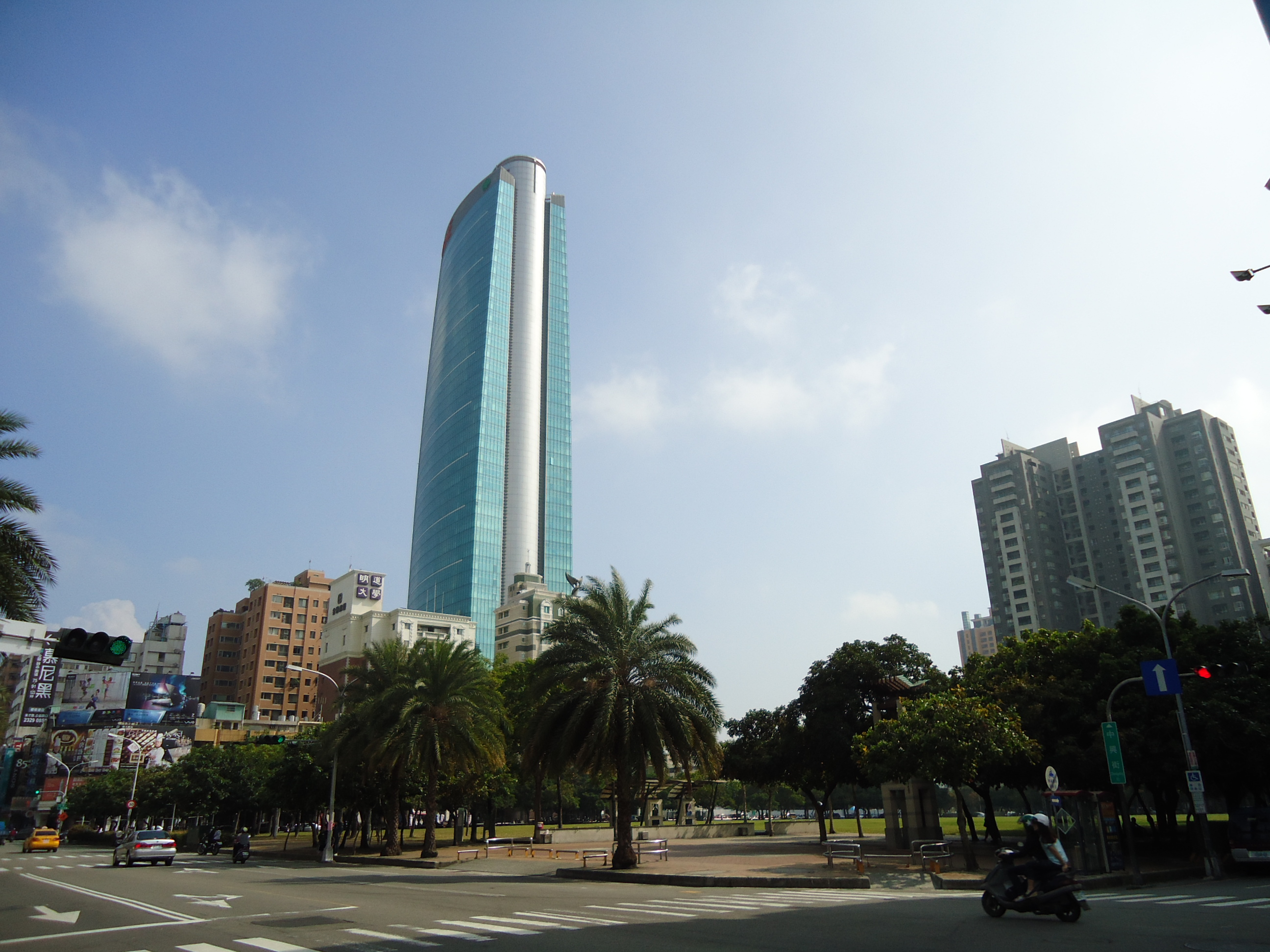
由市民廣場觀世華國際大樓

## 外部連結
- 【建築師雜誌社】台中國泰金融大樓 （页面存档备份，存于）
- 【台灣建築經理股份有限公司】工程實績摘要